# Клуб Маус
„Клуб Маус“ (на английски: House of Mouse) е американски анимационен сериал, създаден от Walt Disney Television, който първоначално е излъчван от 2001 до 2004.

## История
В „Клуб Маус“ Мики Маус и неговите приятели са собственици на нощен клуб, наречен „Клуб Маус“, в който се събират други герои от Дисни.
Доста герои от анимационните филми на Дисни (като Аладин, Пинокио, Питър Пан, Херкулес и много други) са участвали, най-вече като гости и помощници. Мики е собственикът на клуба, докато Мини Маус се грижи за финансите и продукцията. Други служители включват Доналд (който е посрещач и помощник собственик), Дейзи Дък (която работи като портиер), Гуфи (който е главен сервитьор, Плуто (който е талисман), Хорас (който е техник), Гус Гъсока (който е готвач), Кларабел и синът на Гуфи – Макс. Хюи, Дюи, и Луи са музикална банда, кръстена „Квакстрийт Бойс“, която често свири пред другите герои. Лудвиг Фон Дрейк също се появява в няколко епизода, в ролята на изобретател. Черния Пийт е алчният земевладелец, който често се опитва да затвори клуба за свои изгоди, като саботира шоуто, тъй като според договора докато има шоу, клубът остава на Мики.

## „Клуб Маус“ в България
В България сериалът е излъчван по Канал 1 през 2003 – 2004 г., всяка събота и неделя сутрин от 8:25 ч., заедно с „Аладин“ и „Легенда за Тарзан“ в „Часът на Дисни“. Дублажът е осъществен в Александра Аудио.
На 21 ноември 2008 г. от 06:30 започва повторно излъчване по Нова телевизия, а разписанието му е всеки делничен ден от 06:00 по два епизода и завършва на 18 декември с 41 от общо 52 епизода. Ново повторно излъчване започва на 8 ноември 2009 г., като разписанието е всяка събота и неделя по един епизод от 8:00 и приключва на 31 януари 2010 г. Дублажът на Александра Аудио е запазен, тъй като е продуциран от Disney Character Voices International.
| Роля          | Изпълнител |
| ------------- | --- |
| Мики Маус     | Никола Колев |
| Мини Маус     | Богдана Трифонова |
| Доналд Дък    | Диян Русев |
| Дейзи Дък     | Елена Саръиванова Петя Абаджиева |
| Гуфи          | Пламен Захов Веселин Ранков |
| Майк          | Иван Балсамаджиев |
| Макс          | Деян Ангелов |
| Други гласове | Стоян Алексиев Деян Ангелов Калин Арсов Ненчо Балабанов Илиана Балийска Елена Бозова Анатолий Божинов Александър Воронов Атанас Ганев Димитър Герасимов Красимир Господинов Стефан Димитриев Петър Евангелатов Ива Апостолова Теодор Елмазов Ваня Иванова Георги Иванов Йорданка Илова Соня Костадинова Анислав Лазаров Васил Михайлов Таня Михайлова Христо Мутафчиев Любомир Младенов Симона Нанова Николай Николов Тодор Николов Георги Новаков Жени Пашова Ирослав Петков Петър Петров Сава Пиперов Станислав Пищалов Веселин Ранков Стефани Рачева Петър Салчев Пламен Сираков Велизар Софранов Явор Спасов Георги Спасов Венцислава Стоилова Вилимир Стойнев Георги Стоянов Василка Сугарева Георги Тодоров Калоян Чолаков |

- Началната песен се изпълнява от Атанас Пенев, с беквокали – Антоанета Георгиева и Мария Николаева
- Цанко Тасев само пее, а Кирил Бояджиев и Атанас Сребрев са беквокали.
- В трети епизод в двете изписвания на името на Николай Николов, второто е написано грешно като „Никоалй Николов“.

| Обработка                                                         | Александра Аудио                      |
| ----------------------------------------------------------------- | ------------------------------------- |
| Режисьор на дублажа Музикален режисьор Български текст на песните | Десислава Софранова                   |
| Преводач                                                          | Милена Кекеманова                     |
| Музикален асистент                                                | Цветомира Михайлова                   |
| Тонрежисьор                                                       | Петър Костов                          |
| Творчески ръководител                                             | Венета Янкова                         |
| Продуцент на българската версия                                   | Disney Character Voices International |